# Saltstraumen
Saltstraumen je majhna ožina z enim najmočnejših plimskih tokov na svetu. Je v občini Bodø v okrožju Nordland na Norveškem. Je približno 10 km jugovzhodno od mesta Bodø. Ozek kanal povezuje zunanji Saltfjorden z velikim fjordom Skjerstad med otokoma Straumøya in Knaplundsøya. Most Saltstraumen na norveški okrožni cesti 17 prečka Saltstraumen.

## Tok
Saltstraumen ima enega najmočnejših plimskih tokov na svetu. Do 400 milijonov kubičnih metrov morske vode vsakih šest ur sili pot skozi 3 km dolgo in 150 m široko ožino. Vodni vrtinci s premerom do 10 m in globino 5 m se oblikujejo, ko je tok najmočnejši. Na tej točki en vir trdi, da lahko plimski tok doseže 40 km/h.<ref name="Compton2013">Compton, Nic (28. julij 2013). Why Sailors Can't Swim and Other Marvellous Maritime Curiosities. Bloomsbury Publishing. str. 78–79. ISBN 978-1-4081-9263-4.</ref
Saltstraumen obstaja približno dva do tri tisoč let. Pred tem je bilo območje drugačno zaradi postglacialnega odboja. Tok nastane, ko plima poskuša napolniti fjord Skjerstad. Višinska razlika med gladino morja in fjordom v notranjosti je lahko do 1 m. Ko se tok obrne, nastopi obdobje, ko je ožina plovna.
Zgornji opis Saltstraumen je precej drugačen od tistega, kar poroča The Norwegian Pilot. Pilotov opis normalnega toka temelji na času visoke plime v Bodøju. Največji južni tok se pojavi približno eno uro in četrt pred visoko plimo Bodø, ko dotekajoči tok doseže približno 7 vozlov (13 kilometrov na uro). Največja hitrost toka je večja od 6 kn (11 km/h) od treh ur pred visoko plimo Bodø do pol ure po visoki plimi Bodø. Največji severni tok se pojavi približno štiri ure in pol po visoki plimi Bodø, ko iztekajoči tok doseže več kot 8 kn (15 km/h). Hitrost tega toka ima tudi širok maksimum nad šestimi vozli od dveh ur in štirideset minut po visoki plimi Bodø do pet ur in pol pred naslednjo visoko plimo Bodø. Vedenje toka se lahko razlikuje od običajnega zaradi močnih vetrov ali ko v fjord iz okoliških gora priteče več sveže vode kot običajno.

## Ribolov
Saltstraumen je priljubljen med ribiči zaradi obilice rib, kot so saj, trska, volčin, vrtnica in morska plošča. Posebnost tega območja je ribji premog. Največja dokumentirana riba z 22,7 kg je bila ujeta v Saltstraumnu na ribiško palico.[8]
Gage so edine ptice, ki se lahko potapljajo za školjkami v močnem toku.[9][10]

## Ime
Prvi element je ime okrožja Salten, zadnji element pa je dokončna oblika straum, kar pomeni 'tok' ali 'vodni tok'.

## Zgodovina
Ostanki 10.000 let stare lovske naselbine na tem območju so najstarejše znane sledi človeške poselitve v Bodøju in tudi eno najstarejših arheoloških odkritij na Norveškem. Ti lovci so živeli na robu ledu, privlačilo jih je obilo rib, ki so jih povzročali močni tokovi.

## Galerija
- Saltstraumen churning, February 2011.
- Saltstraumen 1837.
- Saltstraumen church